# بييترو باليستريري
بييترو باليستريري (بالإيطالية: Pietro Balistreri)‏ (14 يناير 1986 بباليرمو في إيطاليا - ) هو لاعب كرة قدم إيطالي في مركز الهجوم. شارك مع منتخب إيطاليا تحت 19 سنة لكرة القدم. أما مع النوادي، فقد لعب مع نادي باليرمو ونادي بيروجيا ونادي بيزا ونادي ترنانا ونادي ريجينا ونادي كريمونيسي وASD Città di Foligno 1928 ‏ وAS Melfi ‏ وCampobasso FC ‏ وUS Castelnuovo Garfagnana SCSD ‏ ونادي جيلا وسسارة توريس ‏.

## وصلات خارجية
- بييترو باليستريري على موقع قاعدة بيانات كرة القدم.إي يو (الإنجليزية)
- بييترو باليستريري على موقع Soccerway.com (الإنجليزية)